# Stenopola caatingae
Stenopola caatingae är en insektsart som beskrevs av Roberts och Frédéric Carbonell 1979. Stenopola caatingae ingår i släktet Stenopola och familjen gräshoppor. Inga underarter finns listade i Catalogue of Life.